# Speccy
Speccy, được phát triển bởi Piriform, là một phần mềm tiện ích miễn phí chạy trên hệ điều hành Microsoft Windows XP trở lên trên cả hai nền tảng hệ điều hành 32-bit và 64-bit.

## Tổng quan
Speccy là một công cụ cho phép người dùng xem thông tin về phần cứng và phần mềm của máy tính.
Thông tin được hiển thị bởi Speccy bao gồm mẫu và thương hiệu của bộ vi xử lý, kích thước và tốc độ ổ cứng, dung lượng bộ nhớ, thông tin về đồ họa và hệ điều hành và một số thông tin khác.